# Oestrogènes estérifiés
 (juillet 2023).
Les œstrogènes estérifiés (EE) sont des médicaments à base d'œstrogène utilisés en hormonothérapie pour le traitement de la ménopause et l'hypogonadisme chez les femmes, ainsi que pour traiter le cancer du sein et le cancer de la prostate,,,,.
Il est formulé seul ou en association avec la méthyltestostérone,. Il se prend par voie orale.
C'est un oestrogène, ou un agoniste des récepteurs aux oestrogènes,,. Les EE sont une prodrogue principalement de l'estradiol et dans une moindre mesure de l'équiline.
Les EE ont été mis sur le marché à des fins médicales en 1970. Ils ne sont disponibles que dans quelques pays, comme le Chili et les États-Unis. Ils ont également été commercialisés en Argentine et en Suisse dans le passé.
Les EE sont disponibles sous la forme de comprimés oraux 0,3 mg, 0,625 mg, 1,25 mg et 2,5 mg.

## Effets secondaires
Les effets secondaires des EE comprennent, entre autres, les nausées, la tension mammaire, l'œdème ainsi que des saignements intermenstruels. 
Une étude a révélé que le risque de thrombose veineuse peut être moindre avec les EE en comparaison aux CEE,.

## Pharmacologie
Les EE se composent principalement de sulfate d'estrone sodique et de sulfate d'équiline sodique et ils sont très similaires aux œstrogènes conjugués (CEE),,,. 
Cependant, les EE et les CEE diffèrent dans les sources de leur contenu et dans les pourcentages de leurs constituants ; Les CEE sont constitués d'environ 53 % de sulfate d'estrone de sodium et de 25 % de sulfate d'équiline de sodium, tandis que les EE contiennent environ 75 à 85 % de sulfate d'estrone de sodium et 6 à 11 % de sulfate d'équiline de sodium,,,,.
Il a été constaté que les EE produisaient des niveaux sériques similaires d'estrone et d'estradiol par rapport aux CEE, bien qu'avec des niveaux plus élevés d'estrone et des niveaux inférieurs d'équiline,.